# کیت ولر
کیت ولر (به انگلیسی: Keith Weller) بازیکن فوتبال زادهٔ ۱۱ ژوئن ۱۹۴۶ اهل کشور انگلستان که سابقهٔ بازی در تیم ملی فوتبال انگلستان را در کارنامهٔ خود دارد. وی در تاریخ ۱۱ مه ۱۹۷۴ نخستین بازی ملی خود را در مقابل تیم ملی فوتبال ولز انجام داد و با حضور در ۴ بازی ملی، در تاریخ ۲۲ مه ۱۹۷۴ واپسین بازی ملی‌اش را در برابر تیم ملی فوتبال آرژانتین برگزار کرد.
این بازیکن توانسته در بازی‌های ملی، ۱ گل به ثمر برساند.